# Lixiviat

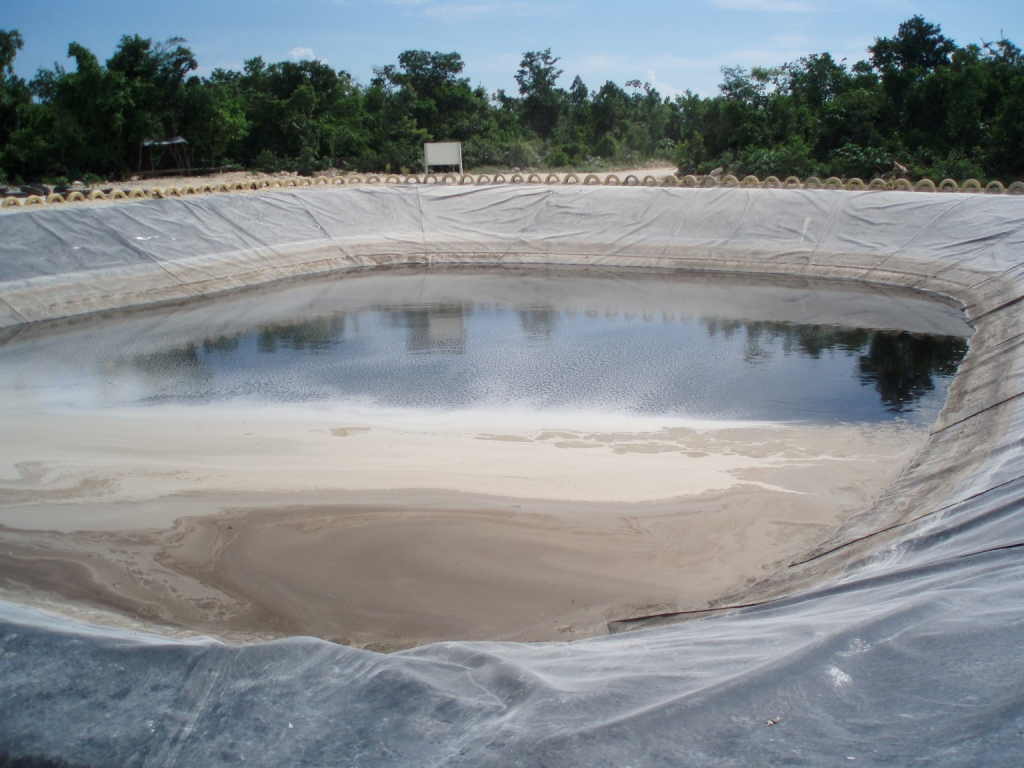
En région chaude et sèche, la concentration et déshydratation par évaporation est un des moyens de traiter le lixiviat de décharge, ici à Cancún, au Mexique, dans un bassin étanche et clôturé. Ce procédé est simple et peu couteux, mais favorise cependant une contamination de l'air par des hydrocarbures aromatiques polycycliques ou du mercure par exemple.

Le lixiviat (lessive au sens trivial ou percolat en physique) est le liquide résiduel qui provient de la percolation de l'eau à travers un matériau, dont une fraction peut être soluble. Ce matériau traversé peut être, par exemple, une poudre, un corps poreux insoluble ou très faiblement soluble, un amas quelconque de corps solides, avec des fractions liquides et gazeuses, etc.
La lessive la plus commune était autrefois obtenue en arrosant des cendres puis en les pressant sur un filtre textile, pour récupérer la partie liquide qui en avait dissous les alcalis, substances nécessaires à la réaction de saponification. Le mot parent lixiviat vient de l'adjectif latin lixivius, et du premier de ces deux substantifs, le féminin lixivia plutôt que le neutre lixivium, qui signifient tous les deux : « lessive, jus de lessive ou de cendres, eau qui sert à laver… » Ce terme désigne notamment tous les « jus » issus de déchets, de composts, de cendres, de décharges ou de dépotoirs divers, etc.
La composition chimique du lixiviat de décharge diffère selon la nature de cette dernière, toutefois sa composition varie étroitement avec les facteurs énumérés ci-dessus.[Où ?]
Au fil du temps sous l’influence de ces divers facteurs, il a été mis en évidence quatre types de polluants présent dans le lixiviat :
- la matière organiques dissoute ou matière en suspension ;
- les micropolluants organiques ;
- les composés minéraux sous forme ionique ;
- les métaux lourds.

En plus de ces polluants, des études ont montré la présence de composés organiques responsables de la charge polluante tels que : 
- acides gras volatils ;
- produits soufrés ;
- dérivés phénoliques ;
- acides aminés (libres ou combinés) ;
- micropolluants (pesticides, tensioactifs, résidus de plastiques, etc.) ;
- acides carboxyliques.

## Lixiviats d'installation de stockage des déchets
Le lixiviat est issu de l'eau (de pluie en général) qui percole dans les massifs de déchets. Cette eau participe à la dégradation des déchets stockés, processus aboutissant notamment à la méthanogenèse.
Le lixiviat est généralement enrichi en matières dissoutes et en suspension, en polluants organiques, minéraux et métalliques au fur et à mesure de sa percolation ; par extraction des composés solubles (lixiviation facilitée par la dégradation biologique des déchets). Si la décharge n'est pas totalement étanche, il est source de pollution de la nappe phréatique, du sol ou d'eaux superficielles.
L'eau peut être générée dans la décharge même (à partir des matériaux humides, végétaux notamment) ou infiltrée à partir de la surface ; elle se charge généralement en polluants jusqu'à ce qu'elle se retrouve au fond de l'alvéole de stockage (ou dans le milieu dans le cas d'une décharge ancienne ou mal conçue). Ce phénomène peut perdurer plusieurs siècles.
Divers types de tests (« en batch », « en colonnes » ou in situ grâce à des bougies poreuses ou des plaques lysimétriques) visent à évaluer l'intensité de la lixiviation pour divers types de substrats (dont cendres d'incinération ou crassiers de centrales thermiques). Certains tests s'intéressent aussi à la dispersivité horizontale ou longitudinale du lixiviat ou à la migration de certains de ses composants. Ces tests doivent être refaits périodiquement car selon la température, l'humidité et la maturation du substrat le taux de lixiviation peut fortement évoluer dans le temps « suite à des réactions d'hydratation, d'hydrolyse, de carbonatation, d'oxydation, de complexation, de sorption, de dissolution ou encore de précipitation d'espèces minérales secondaires ». Dans le cas où le déchet est hétérogène les tests doivent porter sur un nombre suffisant d'échantillons représentatifs des substrats.

### Production des lixiviats
La production des lixiviats varie selon :
- la nature du déchet (plus ou moins soluble, hétérogène et toxique, poudreux ou vitrifié…) ; il s'agit souvent de déchets ménagers, de déchets industriels, de déchets de construction, de cendres ou mâchefers ou de poussières issues de filtration ;
- la vitesse de percolation de cette eau, et selon le chemin parcouru par elle dans les déchets ;
- la quantité de précipitation (ou la fréquence de phénomène d'inondation ou remontée de nappe) sur le lieu d'implantation du site d'enfouissement ou à son amont ;
- la surface au sol, en effet pour le même tonnage un site étendu produira plus qu'un site avec une hauteur de déchet plus importante ;
- la forme du site (qui facilite ou non le ruissellement et la stagnation des eaux) ;
- les conditions d'enfouissement du déchet ;
- le mode d'exploitation du site[5].

Les déchets organiques devant être humides pour pouvoir se dégrader, la mise en place d'une couverture étanche (type géo-membrane) doit être accompagnée d'une humidification artificielle du massif de déchet par recirculation des lixiviats par exemple.

## Réglementation
En Europe et dans la plupart des pays, la législation relative à la mise en décharge impose (avec obligation de résultat) de collecter et traiter ces lixiviats pour prévenir ou réduire leurs effets nocifs sur l'environnement et la santé humaine durant tout le cycle de vie de la décharge. Les sites d'enfouissement fournissent des bilans hydriques à l'administration, mais ceux-ci sont généralement imprécis, la plupart des sites se contentant de mesurer la pluviométrie, mais pas la quantité d'eau sortant du site par les fossés d'eaux pluviales.
En Europe, la réglementation (ex. : directive sur les décharges, directive-cadre sur les déchets) a beaucoup réduit le volume de lixiviat produit et les incitations à l'économie circulaire devrait réduire à la source les déchets, mais les lixiviats restent préoccupants à long terme pour les exploitants et les régulateurs. Si un lixiviat est traité dans une station d'épuration, il doit en Europe répondre aux exigences des directives-cadre l'eau et sur le traitement des eaux usées urbaines, qui ont harmonisé les normes sur les eaux usées traitées rejetées par les stations d'épuration urbaines UWWTP) dans les eaux réceptrices.

### Chimie des lixiviats
La composition chimique des lixiviats dépend fortement de la nature du déchet enfoui (déchets biodégradables ou non biodégradables, organiques ou inorganiques, toxiques ou écotoxiques ou pas et aussi et en particulier la gestion des apports en eau. De plus les réactions intervenante dépendent majoritairement des phénomènes intervenant dans la dégradation des déchets tels que processus chimique, adsorption…[style à revoir][source insuffisante]
Les lixiviats sont généralement caractérisés par les paramètres comme le pH, la conductivité, l'azote global (forme ammoniaque majoritaire), la DBO, la DCO et leurs contenus en métaux et métalloïdes toxiques ou indésirables. La DBOet la DCO sont les paramètres qui indiquent la concentration en matière organique.
Suivant l'évolution chimique et biologique des déchets, on retrouve trois types de lixiviats :
1. Les lixiviats jeunes (<5 ans) qui se caractérisent par :
  - une charge organique très élevée (DCO > 2 000 mg d'O2/L),
  - un ratio de biodégradabilité (DBO/DCO > 0,3),
  - un pH de l'ordre de >6[7][source insuffisante] ;
2. Les lixiviats intermédiaires : au fil du temps, la composition des percolats évoluent en passant de jeune à intermédiaire se caractérisant par :
  - un pH a voisinant 7,
  - une biodégradabilité assez faible (DBO5 /DCO voisin de 0,2)[8] ;
3. Les lixiviats stabilisés (>10 ans) présentent : 
  - une biodégradabilité très faible (DBO5/DCO < 0,1),
  - une DCO qui dépasse 3 000 mg L-1[9].

### Sols
La mise en place d'un centre d'enfouissement demande une étude précise du sol afin de caractériser au mieux la nature de celui ci. Le but de l’étude du sol est la protection des nappes phréatiques, pour cela des modèles d’étude géologique aident à mieux caractériser le sol avant la mise en place des décharges. Les terrains utilisés pour les stockages sont argileux (imperméable). Si la perméabilité du sol est trop importante un traitement préalable de la surface du casier est réalisé pour diminuer sa perméabilité. Dans certains cas un géomateriaux est nécessaire pour une bonne séparation

### Captage et Stockage
Le but du captage est de limiter la hauteur d'eau dans les massifs de déchets, pour éviter un éventuel transfert de la pollution vers les sols et les nappes phréatiques. Deux techniques sont utilisées :
- drainage gravitaire ;
- pompage.

Après le captage, les lixiviats sont stockés. Le conditionnement peut notamment être assuré par une solution de stockage de liquide (ex. : citerne souple), mais plus généralement dans des bassins membranés.

### Traitement
Dans certains pays, les lixiviats issus de décharges sont collectés et envoyés vers des stations d'épuration avant d'être évacués dans la nature. Certains pays (comme la France) encouragent un traitement dans la décharge (79 % des lixiviats en 2016) sur place avant de les rejeter dans l'environnement. Dans tous les cas, tant que le lixiviat est toxique, son traitement doit pouvoir se poursuivre durant des siècles éventuellement. Les exigences réglementaires vont probablement rendre de plus en plus difficile le co-traitement du lixiviat très pollué avec les eaux usées municipales. Les coûts de gestion vont augmenter pour les pays tels que la Hongrie, la Lettonie et le Portugal où plus de 70 % des déchets partent encore en décharge.

## Lixiviats de machefers
C'est en grande partie leur part lixiviable qui détermine la capacité des mâchefers d'incinération d'ordures ménagères à être réutilisés comme remblai de tranchée ou sous-couche de chaussée par exemple. En France, c'est la circulaire du 9 mai 1994 qui détermine les différentes catégories de mâchefers selon leur degré de lixiviabilité.

## Traitement des lixiviats

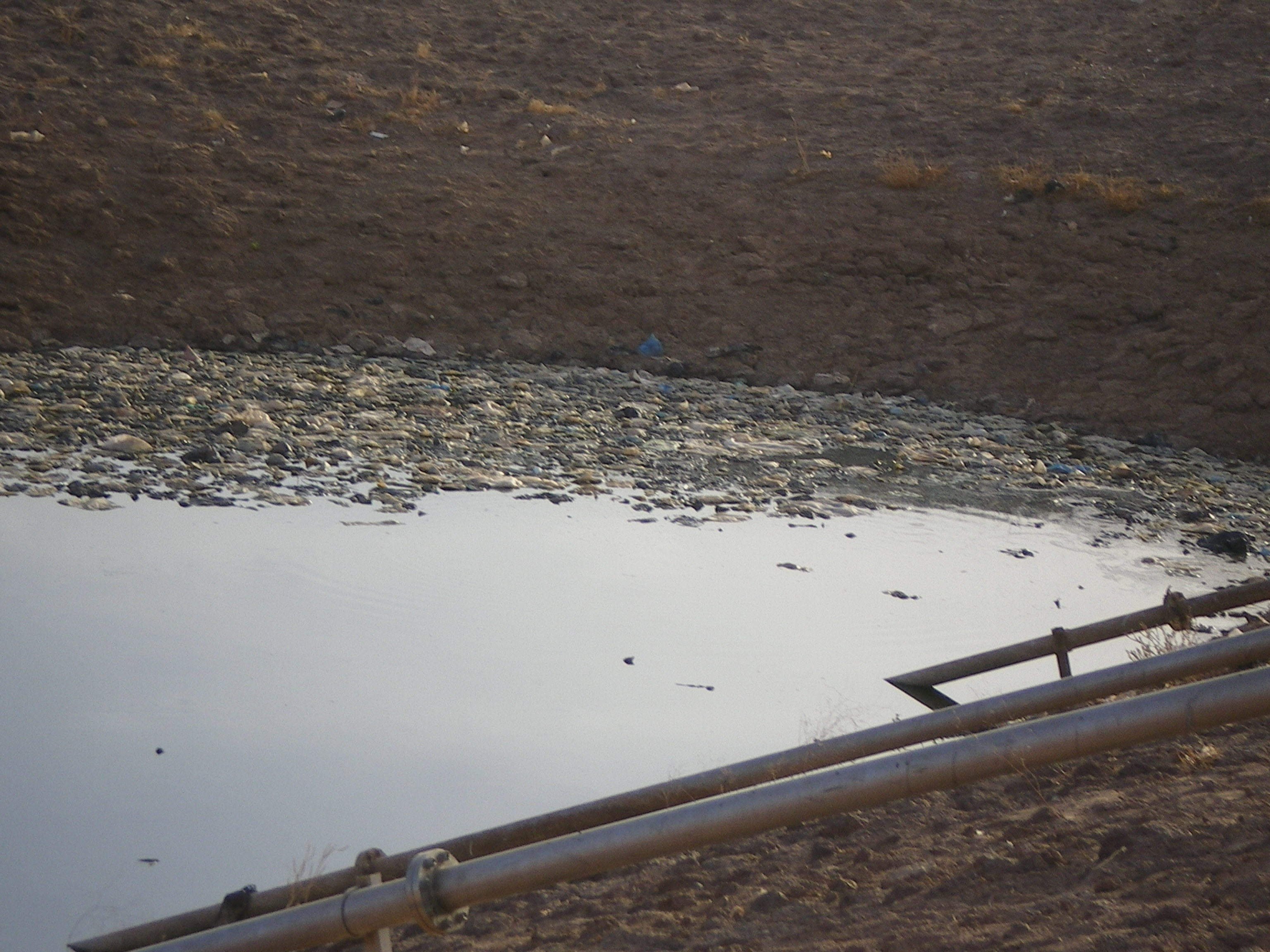
Bassin de stockage.

### À l'extérieur
La plupart des installations ne disposent pas de traitement sur place et envoient par les réseaux d'égouts ou par camion leurs lixiviats sur des stations d'épuration urbaine, qui ne sont généralement pas équipées pour traiter ce type de pollution. Mais le flux peu important par rapport au débit de la station d'épuration permet un rejet acceptable au milieu naturel par dilution avec les effluents urbains.

### Sur les sites
La complexité des lixiviats rend leur traitement très technique. Pour arriver à les traiter avec des qualités de rejet satisfaisantes, des techniques poussées ont été mises en place. L’idéal pour ce genre d'effluent serait un traitement par voie biologique de type intensif mais cela dépend du type des lixiviats (jeune,intermédiaire,stabilisé), donc de leurs biodégradabilité car l'activité bactérienne est limité dans ce genre de forte pollution. Ces traitements biologiques, couplés à des traitements de finition, comme la filtration sur charbon actif, ont fait leurs preuves et sont économiques ; cependant des traitements physiques tels les systèmes de filtration (type osmose inverse ou nanofiltration) ou par des systèmes thermiques d'évaporation pouvant utiliser le biogaz comme source d'énergie, mais attention, ces procédés produisent des concentrats extrêmement coûteux à gérer et le retour directement sur le site de ceux-ci, comme cela se faisait et se fait encore parfois, est extrêmement dommageable à long terme, puisque ces polluants vont rapidement reformer des lixiviats.[style à revoir][réf. nécessaire]